# جزيرة بامبا
```
جزيرة بامبا (بالإنجليزية :
 
Pampa Island)
 
جزيرة
 في 
القارة القطبية الجنوبية
 يبلغ طولها 1.
[
1
]
[
2
]
[
3
]
 5 ميل بحري (2,8 كم) وارتفاعها عن سطح البحر 
475 متر (1,558
 
قدم)
. تقع الجزيرة قبالة الساحل الشرقي لجزيرة 
برابانت
 في 
أرخبيل بالمر
 . على بعد ميل بحري واحد (1.9 كيلومتر) شمال شرق نقطة (رأس) بينيل. يفصلها عن 
جزيرة برابانت
 الجزء الجنوبي من ممر بامبا . تم رسمها لأول مرة تقريبًا من قبل 
البعثة البلجيكية لأنتاركتيكا
 سنة 1897-1899. واطلق عليها هذا الاسم من قبل البعثة الأرجنتينية 1947-1948.
```